# Sistemas de seguridad nuclear activos
Se denominan sistemas de seguridad nuclear activos aquellos que precisan un evento iniciador actuado por un sistema de control, tal como puede ser un relé. Se distinguen de los sistemas de seguridad nuclear pasivos en que estos últimos actúan de forma necesaria debido al propio diseño de la central y a las leyes físicas que rigen la naturaleza.
Cada tipo de reactor nuclear implementa una serie de sistemas de seguridad activos, siguiendo la filosofía de la defensa en profundidad, cada uno de ellos compuesto a su vez por distintos elementos (válvulas, relés, plcs,...) que son a su vez al menos redundantes. Estos sistemas poseen en ocasiones la misma función, siguiendo el principio de multiplicidad.
En España existen actualmente 3 diseños fundamentales de centrales nucleares con distintos sistemas activos: BWR, PWR y KWU (PWR de diseño alemán).

## Sistemas activos en una BWR
Hay 3 sistemas activos fundamentales en una central nuclear de tipo de agua en ebullición (BWR) que son: el sistema de refrigeración de emergencia del núcleo (ECCS), el sistema de agua de alimentación auxiliar(AFWS) y  el sistema de rociado del edificio de contención.

### Sistema de refrigeración de emergencia del núcleo (ECCS)
Este sistema está diseñado de acuerdo con los criterios del 10CFR50.46.
El ECCS está compuesto por 3 subsistemas:
1. Subsistema de alta presión,
2. Subsistema de media presión y
3. Subsistema de baja presión.

Debe asegurar un caudal suficiente de refrigeración si ocurriera un accidente con pérdida de refrigerante, de forma que se evacue el calor generado en el núcleo y así se eviten daños en el combustible. Además debe poder aportar suficiente agua borada como para compensar el aumento de reactividad originado por un accidente de rotura en la línea de vapor, siempre en un margen de parada aceptable.
También debe cumplir su función aún en caso de pérdida total del suministro eléctrico exterior y de fallo simple en cualquiera de sus componentes.

### Sistema de agua de alimentación auxiliar(AFWS)
El sistema de Agua de Alimentación Auxiliar (AFWS) protege la planta ante cualquier accidente que necesite el secundario como sumidero de calor, es decir, un sistema de refrigeración adicional. Además se utiliza en operación normal durante el arranque y la parada.
El AFWS puede mantener un nivel de agua suficiente en los generadores de vapor para que se evite la apertura de las válvulas de seguridad del presionador por una presurización debida a un aumento excesivo de la temperatura del primario.
El volumen del depósito de almacenamiento del AFWS es suficiente para mantener la central en modo disponible en caliente durante 2 horas, tras las cuales se enfría la planta hasta las condiciones que permiten la actuación del RHRS.
El sistema AFWS dispone de dos trenes redundantes del 100% de capacidad cada uno.

## Sistemas activos en una PWR
Hay 3 sistemas activos fundamentales en una central nuclear de tipo de agua a presión (PWR) que son: el sistema de refrigeración de emergencia del núcleo (ECCS), el sistema de refrigeración del recinto de contención y el sistema de reserva de tratamiento de gases (SGTS).

### Sistema de refrigeración de emergencia del núcleo (ECCS)
El sistema de enfriamiento de emergencia del núcleo (ECCS) suministra agua refrigerante al reactor durante una interrupción del sistema de enfriamiento normal del reactor. Hasta 250,000 galones de agua de compensación de emergencia se extraen de tanques de almacenaje de agua de alimentación (RWST) durante la fase de inyección y desde una cisterna de contención durante la segunda fase de recirculación. 
El control de nivel en los tanques de almacenaje de agua de alimentación es esencial para operaciones de enfriamiento de emergencia. Bajos niveles en estos tanques activan bombas de actuación que traen refrigerante adicional desde acumuladores, deaireadores, tanques de agua de-mineralizada y tanques de condensado tratado. El ECCS puede ser activado por una indicación de perdida de presión de refrigerante o por bajo nivel de enfriador de reactor.

### Sistema de reserva de tratamiento de gases (SGTS)
El sistema de reserva de tratamiento de gases mantiene una presión negativa en el edificio del reactor en condiciones de aislamiento para evitar que salgan gases radiactivos al ambiente. En la centras para extraer las partículas radioactivas y adsorbentes de carbón activo para extraer los halógenos radiactivos que puedan presentarse en concentraciones que excedan el criterio de dosis en el ambiente. Los gases nobles radiactivos que puedan pasar a través de filtros y adsorbentes se diluyen con el aire y se dispersan en la atmósfera desde la chimenea de la central.
El sistema está calculado para proporcionar al menos un cambio de aire por día en el edificio del reactor. Hay dos unidades separadas que comprenden cada una de ellas un filtro, un adsorbente y un ventilador. Si el ventilador seleccionado falla en el arranque lo indican unos sensores eléctricos y arranca automáticamente el auxiliar. Ambas unidades reciben energía desde el suministro eléctrico de emergencia.
La tubería de extracción discurre a lo largo del edificio de desechos radiactivos y termina en la chimenea cada unidad del  sistema de  reserva de tratamiento de gases tiene los siguientes componentes principales:
- Filtro previo
- Deshumificador
- Calentador eléctrico
- Prefiltro de alta eficiencia (preHEPA)
- Adsorbente por lecho de carbón activo
- Postfiltro de alta eficiencia (postHEPA)
- Ventilador

## Sistemas activos en una KWU
Hay 2 sistemas activos fundamentales en una central nuclear de tipo de agua a presión (KWU) que son: el sistema de refrigeración de emergencia y de evacuación del calor residual (TH) y el sistema de agua de alimentación de emergencia (RS).